# 艾哈迈德·本·图伦
艾哈迈德·本·图伦（羅馬化：Aḥmad ibn Ṭūlūn；约835年9月20日—884年5月10日），图伦王朝的创始人，在位16年（868年－884年），是来自中亚的突厥人（托古兹古兹），其父于817年被阿拉伯帝国的总督当成奴隶赠与阿拔斯王朝的哈里发，艾哈迈德·伊本·图伦年轻的时候在巴格达生活过。868年，以埃及总督巴亚克巴克助理身份进入埃及，统领王朝在埃及的军队。不久，又擢升代总督一职，从哈里发委派的收税官手中取的了埃及税收权后，他在埃及实现了自己的统治。僧祗奴起义的期间，哈里发穆耳台米德（870—892年在位）向他要求资金上的支持，这个要求没得到回应。877年，叙利亚总督逝世，哈里发又派兵讨伐巴士拉赞吉起义，无暇他顾，伊本·图伦出兵占领了叙利亚，880年伊本·图伦自任埃及与叙利亚的统治者。
作为图伦王朝的奠基人。伊本·图伦是一个相当能干的君主，经济上，斥巨资兴修水利，鼓励发展手工业和商业，减轻赋税，努力发展生产，王朝的国库相当充盈。同时他还拨款整修福士塔特（阿拉伯语：الفسطاط，羅馬化：al-Fusţāţ，开罗旧城）。文化上，他赞助发展伊斯兰教育和文化，修建了宗教学校、清真寺、医院、图书馆，使加塔伊（羅馬化：Al-Qatta'i）和大马士革的学术文化得到进一步发展。到了伊本·图伦的晚年，图伦王朝的势力一度达到伊拉克北部山区。他甚至曾计划进攻圣地麦加。他的第一个儿子在他统治时期多次叛乱，他死后，王位转到他的第二个儿子胡马赖韦手中。
| 前任： 巴亚克巴克 | 埃及总督 | 继任： 胡马赖韦 |